# Campanula baumgartenii
Campanula baumgartenii es una especie de planta herbácea de la familia de las campanuláceas. Es originaria de Europa central.

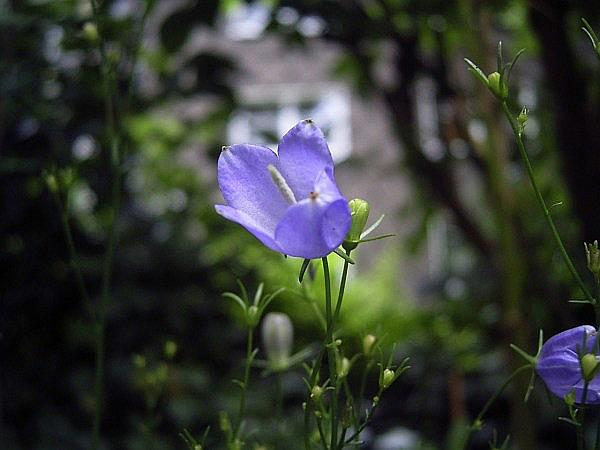
Detalle de la flor

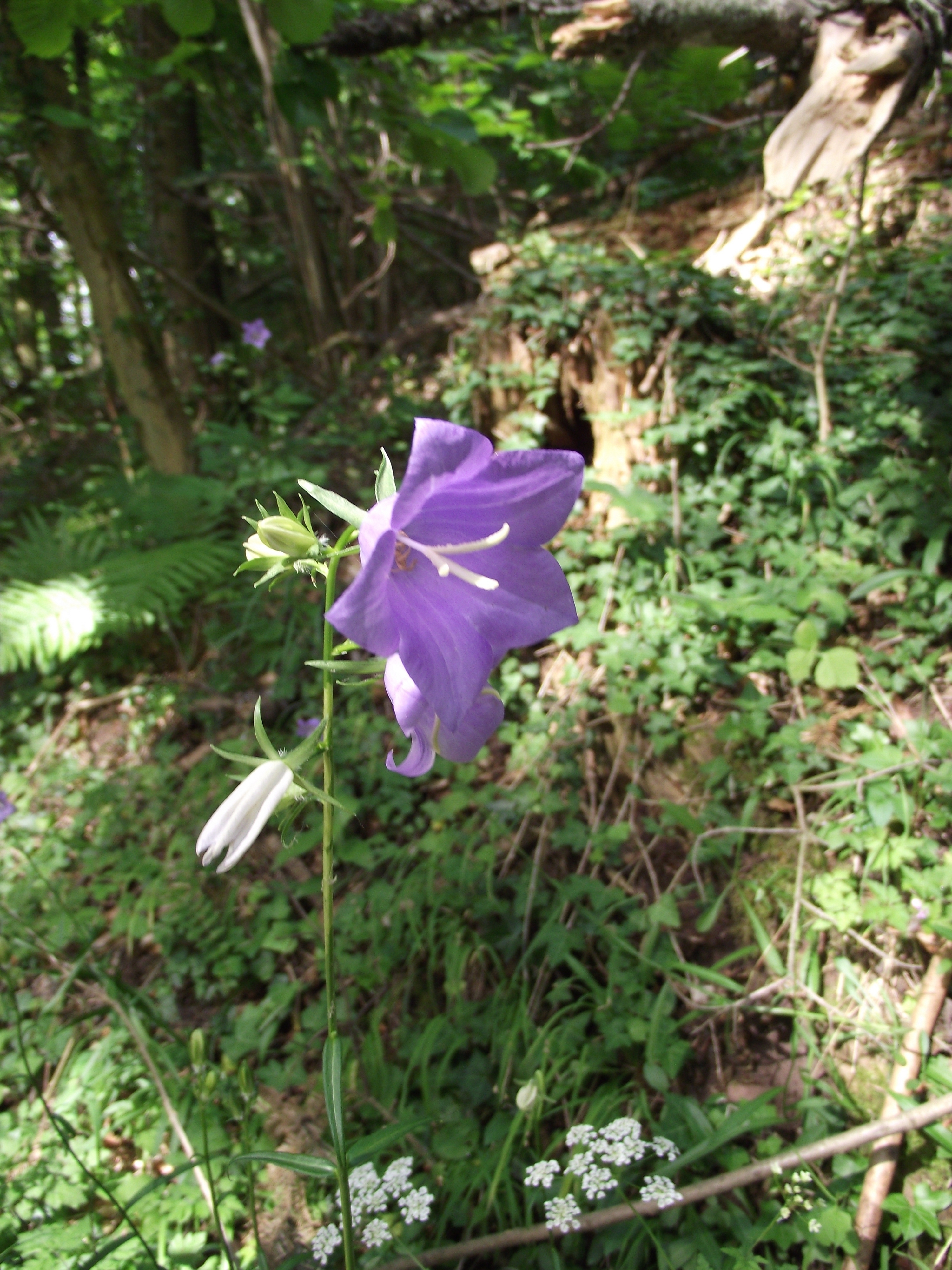
Vista de la planta

## Descripción
Es una planta perenne hemicriptófita, con flores de color azul hermafroditas que se autopolinizan. El fruto es una cápsula.

## Distribución y hábitat
Se encuentra en tierras bajas acidófilas en el centro de Europa.

## Taxonomía
Campanula baumgartenii fue descrita por Johannes Becker y publicado en Flora der Gegend um Frankfurt am Main 1: 264. 1827.
Etimología
Campanula: nombre genérico diminutivo del término latíno campana, que significa "pequeña campana", aludiendo a la forma de las flores.
baumgartenii: epíteto otorgado en honor del botánico alemán Johann Christian Gottlob Baumgarten.
Sinonimia
- Campanula rotundifolia var. baumgartenii (Becker) Nyman
- Campanula rotundifolia subsp. baumgartenii (Becker) Rouy	[5][6]

subsp. baumgartenii
- Campanula lancifolia (Mert. & W.D.J.Koch) Witasek
- Campanula pusilla var. reniformis (Pers.) Steud.
- Campanula rotundifolia var. lancifolia Mert. & W.D.J.Koch
- Campanula rotundifolia var. reniformis Pers.[7]

subsp. beckiana (Hayek) Podlech
- Campanula beckiana Hayek
- Campanula rotundifolia var. multiflora Neilr.[8]